# Anabaptisme
 Der er for få eller ingen kildehenvisninger i denne artikel, hvilket er et problem. Du kan hjælpe ved at angive troværdige kilder til de påstande, som fremføres i artiklen.

Anabaptisme (græsk for gendøbere) eller døberbevægelserne er en bevægelse inden for den protestantiske kristendom, som har sin rod i 1500-tallet reformationsbevægelser. Anabaptister gik/går ind for en bevidst bekendelse til troen og dermed for voksendåb (troendedåb); og nogle af dem modsatte sig at bære våben og at sværge eden, hvormed de kom i opposition til den bestående samfundsorden. Betegnelserne anabaptister eller gendøbere, som deres modstandere på reformationstiden anvendte, er polemiske. Selv kaldte de sig døbere eller brødre i Kristus. Nuværende anabaptistiske/døberiske kirkesamfund er mennonitter, amish og hutteritter. Senere frikirker som baptisterne er i konfessionel forstand ikke anabaptisk, men betragter sig delvis som teologiske efterkommere af reformationsperiodens døbere. 
Bekendelsesdåb eller voksendåb, som i Bibelen var en af grundpillerne i den anabaptistiske tro, blev betragtet som kætteri og en trussel mod samfundsordenen af 'hoved'-reformatorerne og de gammeltroende ('katolikker') under Reformationen. Derfor var døberne eller anabaptisterne (i den engelsk-sprogede verden anvender man begrebet 'anabaptist') meget forfulgte i det 16. århundrede og dele af det 17. århundrede.

## Historie

### Forgængere
Selv om den almindelige holdning er, at anabaptismen opstod med de radikale reformatorer i det 16. århundrede, er der flere teologiske forgængere. Petr Chelčický, der var en bøhmisk reformator i det 15. århundrede, underviste i meget af det centrale i den anabaptistiske teologi. Andre middelalderlige forgængere var hussitterne, de nederlandske sakramentister og visse former for monasticisme. Valdenserne repræsenterer også en tro, der minder om anabaptismen.
De tidlige anabaptister minder om de middelalderlige reformatorer:
- Nogle mente som Menno Simons, at Jesus ikke blev til kød via sin mor, men enten havde legemet med sig fra himlen, eller at Ordet skabte ham et. Andre mente, at han kom til verden gennem sin mor som vand gennem et rør. Anabaptisterne blev anklaget for at benægte Kristi inkarnation, selv om Menno Simons gentagne gange afviste, at det var tilfældet.
- De fordømte edsaflæggelse, og at uoverensstemmelser mellem de troende skulle afgøres af verdslige domstole.
- Den troende måtte ikke bære våben eller gøre fysisk modstand mod andre.
- Den verdslige regering hørte denne verden til. Den troende, som hørte Guds kongedømme til, måtte ikke tage embede eller være en del af regeringsmagten, der skulle adlydes.
- Syndere eller frafaldne skulle ekskommunikeres og udelukkes fra sakramenterne og samværet med menigheden, medmindre de angrede deres synder.

### Synspunkter
Forskning i anabaptisternes oprindelse er belastet af modstandernes forsøg på at fremstille dem i et dårligt lys og tilhængernes forsøg på at retfærdiggøre dem. Det var længe almindeligt at sammenkæde anabaptisterne med radikale oprørere med Thomas Müntzer, de såkaldte Zwickau-profeter og døberne fra Münster som Jan Matthijs og Jan Bockelson van Leiden, der anstiftede Münsteroprøret. De, der har korrigeret denne fejl, har ofte haft en tendens til at overkorrigere og benægte enhver dokumenteret forbindelse med de radikale elementer.
Selv om der er adskillige teorier om anabaptismens oprindelse, er de tre vigtigste:
- Anabaptismen opstod  i Zürich og bredte sig derfra (monogenese).
- Anabaptismen opstod som flere uafhængige bevægelser (polygenese).
- Anabaptismen er en fortsættelse af den nytestamentelige kristendom.

#### Monogenese
En række forskere mener, at anabaptismen som bevægelse udløb fra De Schweiziske Brødre med bl.a. Conrad Grebel, Felix Manz og Georg Blaurock i spidsen. Et gammelt synspunkt blandt mennonitiske historikere er, at anabaptismen havde sin oprindelse i Zürich, og at De Schweiziske Brødres anabaptisme spredte sig til det sydlige Tyskland, Østrig og via Rhinen til Nederlandene og det nordlige Tyskland, og dér udviklede sig til de forskellige grene. Teorien om monogenese afviser normalt, at oprørerne fra Münster og andre radikale skulle være anabaptister. Ifølge den dateres anabaptismens oprindelse til 21. januar 1525, da Conrad Grebel døbte Georg Blaurock og Blaurock døbte andre tilhængere. Men i sidste del af det 20. århundrede har andre forskere peget på 24. februar 1527 som den rigtige dato for anabaptismens fødsel. Det stemmer overens med teorien om polygenese.

#### Polygenese
Historikerne James M. Stayer, Werner O. Packull og Klaus Deppermann betvivler i deres artikel fra 1975 From Monogenesis to Polygenesis, at anabaptismen skulle have ét enkelt udgangspunkt. Ifølge artiklens forfattere var anabaptismen i det sydlige Tyskland og i Østrig en udvandet form for tysk mysticisme. Anabaptismen i Schweiz opstod fra den reformerte kongregationalisme, og den nederlandske form for anabaptisme skyldtes social uro og den anabaptistiske profet Melchior Hoffmans apokalyptiske syner. Den sydtyske anabaptist Pilgram Marpecks Vermanung fra 1542 var kraftigt påvirket af Münster-teologen Bernhard Rothmanns Bekenntnisse fra 1533. Hutteritterne anvendte Hoffmanns kommentar til Johannes' Åbenbaring kort efter, at han havde skrevet den. Hoffmans elev David Joris var den mest indflydelsesrige leder i Nederlandene før 1540.  Grete Mecenseffy og Walter Klaassen et. al. har påvist forbindelser mellem Thomas Müntzer og Hans Hut, ligesom Gottfried Seebaß og Werner Packull i monumentale værker peger på Müntzers rolle i dannelsen af anabaptismen i Sydtyskland og hans forbindelse til teologen Hans Denck. Teologen Andreas Karlstadt påvirkede på visse områder anabaptismen, bl.a. via sine synspunkter omkring Bibelen, kirkedoktriner og dåb.

#### Apostolsk arvefølge
Hoffmeyer og Husuum mener, at anabaptisterne i det 16. århundrede som bibeltro var en del af den apostolske arvefølge inden for kirken siden Kristi tid [kilde mangler].
Modstanderne af denne teori lægger vægt på, at disse ikke-katolske grupper klart adskilte sig fra hinanden, at nogle af deres synspunkter var kætterske, at de ikke var arvtagere efter apostlene, eller at de ikke havde nogen forbindelse med hinanden, og at deres oprindelse adskilte sig i tid og sted.
Noget tilsvarende findes i teorien om, at anabaptisterne udsprang af valdenserne: Valdenserne var en del af den apostolske arvefølge, mens andre mener, at de simpelthen var en uafhængig gruppe.

### Anabaptisterne mellem biblicisme og spiritualitet
I Zürich var det Felix Manz, Konrad Grebel og Georg Blaurock, der stod i spidsen for anabaptisternes radikale reformation. De gjorde oprør mod den romerskkatolske kirke og begyndte at gendøbe voksne, som nu fulgte Kristi lære, men som var blevet døbt som små. De var forgængerne for vore dages amish, hutteritter og mennonitter. Blandt de første anabaptister fandtes både biblicistiske, rationalistiske og spritualistiske holdninger. Mens døberne fra Schweiz havde et mere biblicistisk syn, var døberne fra Sydtyskland mere præget af Thomas Müntzer og spritualismen.
Anabaptisterne var generelt mere yderligtgående end Martin Luther og Ulrich Zwingli. Selv om Luther grundlæggende var uenig med anabaptisterne, havde de dog samme holdning i visse sammenhænge.  

### Anabaptisme og den radikale reformation
Anabaptisterne var kun én gruppe inden for den radikale reformation. Grupperne har desværre en tendens til lappe over, alt efter forskerens opfattelse af anabaptismen. Den amerikanske historiker William R. Estep skelner mellem anabaptister, inspirationister og rationalister. Han klassificerer Blaurock, Grebel, Balthasar Hubmaier, Manz, Marpeck og Simons som anabaptister. Müntzer, Nicolas Storch m.fl. er iflg. Estep inspirationister, mens anti-trinitarer som Miguel Serveto, Juan de Valdés, Sebastian Castellio samt Faustus Socinus kaldes rationalister. Der fandtes for eksempel også anti-trinitære eller spiritualistiske anabaptister.
De forskere, der hælder til polygenese, bruger betegnelsen anabaptister om større bevægelser og opfatter også andre bevægelser inden for den radikale reformation som inspirationisterne og rationalisterne som anabaptister. James M. Stayer bruger betegnelsen de gendøbte, som allerede var døbt som små.
En anden måde at kategorisere på omfatter regionale varianter som De Schweiziske Brødre (Felix Manz, Konrad Grebel), den nederlandske og nordtyske døberbevægelse (Menno Simons, Dirk Philips), den syd- og midttyske døberbevægelse (Balthasar Hubmaier, Hans Denck, Hans Hut, Pilgram Marpeck) samt døberbevægelsen i Schlesien og Mähren (ikke mindst Jacob Huter).
Historikere og sociologer skelner mellem de militante anabaptister, og deres pacifistiske brødre, der blev kendt som mennonitter og hutteritter.

### Oprøret i Münster
I februar 1534 vandt det døperiske parti flertallet i byrådet i Münster i Westfalen og der blev gennemført en døperisk reformation, under ledelse af Bernhard Rothmann og Jan Matthijs. Men snart vandt apokalyptiske og også teokratiske tendenser frem, især under ledelse af Jan van Leiden, som lod sig krone som konge af det nye Jerusalem. Samtidig blev Münster belejret og udsultet af katolske og protestantiske tropper. I juni 1535 blev byen stormet og omtent 650 indbyggere blev dræbt.

### Forfølgelse og udvandring
I megen romerskkatolske og protestantiske litteratur er anabaptisterne fremstillet som grupper, der prædikede en falsk lære og ledte folk til apostasi. Det billede var populært i fire århundreder. Både den romerskkatolske kirke og lutherske og reformerte protestanterne forfulgte anabaptisterne, udsatte dem for tortur og mishandling for at bremse døberbevægelsens vækst og for at frelse kætterne (gennem afsværgelse af deres tro). Protestanterne under Zwingli var de første til at forfølge anabaptisterne, og Felix Manz blev den første martyr i 1527. 
I maj 1527 henrettede de romerskkatolske myndigheder Michael Sattler. Kong Ferdinand 1. erklærede, at drukning (også kaldet den tredje dåb) var det bedste middel mod anabaptisterne. Det siges, at hvis en mand i det 16. århundrede hverken drak, bandede og svovlede, mishandlede sine ansatte og familie, så risikerede han at blive mistænkt for at være anabaptist. Tusinder døde i Europa i det 16. århundrede. Tudor-regimet i England som også (Edward 6. af England og Elizabeth 1. af England) forfulgte anabaptisterne, fordi de var en trussel mod den religiøse stabilitet. Forfølgelsen af anabaptisterne blev legitimeret af de gamle love indført af Theodosius 1. og Justinian 1. mod donatisterne, som foreskrev dødsdom over alle, der praktiserede gendåb. Den mangeårige forfølgelse af anabaptister i Europa førte til masseudvandringen af amish, hutteritter og mennonitter til Nordamerika. 

### Anabaptismen i Danmark og Norden
I 1500-tallet kom døberbevægelsen også til Danmark, men fik ikke fodfæste her. De fleste af dem var indvandrere fra Nederlandene, som efter få år blev udvist. Kun på halvøen Ejdersted og i Frederiksstad kunne mennonittiske menigheder overleve i længere tid. 
Blandt de mere kendte danske døbere er de to teologer Christopher Michelsen og Laurids Helgesen. Efter et kirkemøde under tilstedværelse af kong Christian 3. blev de to fængslet på Herrevad Kloster i Skåne. Senere blev de overført til Sorø og Visborg Slot på Gotland.
I 1876 udsendte Church of the Bethren i Nordamerika den danskfødte missionær Christian Hope til Danmark, som under navnet Den amerikanske brødremenighed etablerede menigheder i Hjørring (1876), i Hørdum (1890), i København (1884) og i Lindhamn (Malmö) (1888). Senere etablerede "Kristi Menighed" sig som efterfølger for brødrekirken med menigheder i København og Frederikværk, men da deres præst døde i 1994, gik  menigheden i opløsning  .

## Teologi
Døbersk teologi omfatter blandt andet følgende punkter:
- voksendåb (bekendelsesdåb)
- symbolisk nadverssyn
- adskillelse af stat og kirke
- frivilligt medlemskab
- menigheds autonomi
- præsteskab af alle troende
- forkastelse af kirkehierarkiet
- forkastelse af ed
- pacifisme (selv om der fandtes i reformationstiden også militante døbergrupper)

Vigtige teologiske overenkomster var bekendelsen fra Schleitheim fra 1527 og bekendelsen fra Dordrecht fra 1632. Dordrechtbekendelsen med dens 18 artikler spiller en vigtig rolle for amish. Vigtige skrifter er derudover martyrspejlet (Märtyrerspiegel) fra 1660 og den døberske sangbog Ausbund fra 1564.

## Nutiden
Der findes i dag cirka 1,6 millioner døbere eller anabaptister i verden , hvoraf de fleste er mennonitterne. Andre er hutteritter og amish. Sidstnævnte er en adskillelse af mennonitterne. 
Hutteritter og amish lever i dag udelukkende i kolonier i Amerika. Mennonitterne er spredt over hele verden. Blandt dem findes både konservative og  progressive og økumenisk orienterede kirkesamfund. Europæiske mennonitter findes bl.a. i  Frankrig, Nederlandene, Schweiz, Tyskland og Østrig. Frem til 1990-tallet fandtes mennonitterne også i Danmark .
I juli 2010 bad det lutherske verdensforbund mennonitterne om tilgivelse for forfølgelsen af døberbevægelsen i reformationstiden og lærefordømmelse . 
Anabaptisterne må ikke forveksles med baptisterne, som opstod blandt engelske separatister i 1600-tallet. Men både baptisterne, syvende dags adventister, Jehovas Vidner, Church of the Brethren og en række andre frikirker deler anabaptisternes dåbssyn; og for baptisterne spiller arven efter reformationstids-døberen Balthasar Hubmaier en vigtig rolle.

## Arven efter anabaptisterne
Anabaptisterne var tidligt fortalere for religionsfrihed og en statsfri kirke. Da ideerne kom i det 15. og 16. århundrede, var religionsfrihed uafhængig af staten utænkeligt for både  kirkelige og verdslige ledere. 
Ifølge Peter Kropotkin kan også de anarkistiske ideer i Europa spores til de tidlige anabaptistiske samfund.